# Melkumani
Melkumani, Melkomeni ali Merumeni, (grško: Μελκομένιοι [Melkoménioi]), ilirsko pleme.
Ilirsko pleme Narensov je bilo v predrimskem obdobju naseljeno v zgornjem in srednjem toku reke Naron ali Narente (Neretva) in ravini okoli Mostarja. Ker so na seznamu pokorjenih plemen leta 33. pr. n. št. poleg Narensov omenjeni tudi Melkumani, so slednji zelo verjetno živeli v njihovi bližini, verjetno na ravnini okoli Gacka in Nevesinja v vzhodni Hercegovini.
Melkumani so imeli 24 dekurij. 

## Sklic
1. 1 2  John Boardman,The Cambridge Ancient History, ISBN 0-521-26430-8, 1923, str. 578, , pridobljeno dne 7. maja 2012.